# Heartbreaker (Dolly Parton)
Heartbreaker è il ventesimo album in studio della cantante statunitense Dolly Parton, pubblicato il 17 luglio 1978 dalla RCA Records.

## Tracce
Testi e musiche di Dolly Parton tranne dove indicato.
1. I Really Got the Feeling (Billy Vera) – 3:09
2. It's Too Late to Love Me Now (Rory Bourke, Gene Dobbins, Johnny Wilson) – 3:02
3. We're Through Forever ('til Tomorrow) (Blaise Tosti; con Richard Dennison) – 3:51
4. Sure Thing – 3:33
5. With You Gone – 3:07
6. Baby I'm Burning – 2:37
7. Nickels and Dimes (Dolly Parton, Floyd Parton) – 3:24
8. The Man – 3:16
9. Heartbreaker (Carole Bayer Sager, David Wolfert) – 3:35
10. I Wanna Fall in Love – 2:26